# 诺伊费尔德
诺伊费尔德是德国石勒苏益格－荷尔斯泰因州的一个市镇。总面积10.41平方公里，总人口623人，其中男性332人，女性291人（2011年12月31日），人口密度60人/平方公里。